# Mary Ehlinger
Mary Ehlinger (* 1954) ist eine US-amerikanische Schauspielerin und Komponistin.
Ehlinger schloss 1974 das St. Norbert College mit einem Bachelor in den Fächern Klavier und Gesang ab und studierte dann Musik an der Louisiana State University. Sie trat als Darstellerin in Shows wie  The Underpents, Smoke on the Mountain, Honky Tonk Angels, Swingtime Canteen, Always Patsy Cline, Radion Gals, Nunsense und The Guest Lecturer u. a. am George Street Playhouse (unter Leitung von John Rando), dem Old Globe, dem Actors Theatre of Louisville, dem Florida Studio und beim Berkshire Theatre Festival und wirkte an Off-Brodway-Produktionen wie Cowgirls, Oil City Symphony und der amerikanischen Premiere von The Return to the Forbidden Planet auf. Sie ist musikalische Direktorin des The Fireside Dinner Theatre in Fort Atkinson.
Neben Mini-Musicals wie Percy, the poor little Penguin, das von 2001 bis 2005 am Macy's Puppet Theatre (mit Jon Secada) lief, komponierte Ehlinger Songs, die u. a. von Julie Andrews, Florence Henderson, Harvey Fierstein, Joanne Worley, Ruth Buzzi, Donna McKechnie, Roger Bart, und Walter Cronkite gesungen wurden. Die New York Pops 28th Birthday Gala in der Carnegie Hall wurde mit ihrer Komposition When Hope Is There eröffnet. Zwischen 2006 und 2008 lief ihr Musical Moose Crossing. 2007 wurde ihr Auftrags-Chorwerk When Hope Is There uraufgeführt. In Zusammenarbeit mit Bill Schermerhorn und Milton Delug entstand das Musical The Music Boys.